# Cocalodinae
Cocalodinae Simon, 1901 è una Sottofamiglia di ragni appartenente alla Famiglia Salticidae.

## Distribuzione
I 5 generi oggi noti di questa sottofamiglia sono endemici della Nuova Guinea; solo 4 specie del genere Cocalodes sono diffuse in altre zone dell'Indonesia.

## Tassonomia
A maggio 2010, gli aracnologi sono concordi nel suddividerla in cinque generi:
- Allococalodes Wanless, 1982 — Nuova Guinea (3 specie)
- Cocalodes Pocock, 1897 — Indonesia, Nuova Guinea (12 specie)
- Cucudeta Maddison, 2009 — Nuova Guinea (3 specie)
- Tabuina Maddison, 2009 — Nuova Guinea (3 specie)
- Yamangalea Maddison, 2009 — Nuova Guinea (1 specie)